# Tuna Mascarenhas
Antonina Mascarenhas Monteiro, plus connue sous le nom de Tuna Mascarenhas (13 juin 1944 - 9 septembre 2009, Praia) est une chimiste et militante cap-verdienne.
Durant les années 1960 et 1970, elle participe aux mouvements pour l'indépendance du Cap-Vert.
De 1991 à 2001, elle est Première dame du Cap-Vert (en) durant la présidence de son mari António Mascarenhas Monteiro.